# Akademska folklorna skupina Ozara Kranj

## Akademska folklorna skupina Ozara Kranj
Akademska folklorna skupina Ozara Kranj je folklorna skupina, ki se že več kot šestdeset let ukvarja s poustvarjanjem ljudskega plesnega in glasbenega izročila na Primskovem pri Kranju.

## Zgodovina
Januarja 1952 je bila v okviru Delavsko-prosvetnega društva Svoboda Primskovo ustanovljena folklorna sekcija, ki jo je sprva vodil harmonikar g. Uršič, kasneje pa so strokovno delo skupine vodili nekateri plesalci Akademske folklorne skupine France Marolt iz Ljubljane. Kmalu je nekaj plesalcev odšlo na izobraževanje k Tončki Marolt in tako so ti pod vodstvom Marije Čipe formirali skupino dobrih 20 let. Plesali so koreografije gorenjskih plesov, ki jih je postavila Tončka Marolt in se z njimi predstavljali širom po Sloveniji in v ostalih republikah takratne Jugoslavije.

Lastne koreografije so začeli snovati leta 1980, ko je se je skupini pridružila generacija mladih plesalcev, ki se je v želji po izboljšanju začela udeleževati raznih seminarjev s področja plesnega, pevskega in glasbenega ljudskega izročila. Tej generaciji pripada tudi Judita Nahtigal, ki je zaslužna za prve lastne koreografije. Gorenjskim plesom so se pridružile se postavitve plesov drugih slovenskih pokrajin, nikoli pa niso plesali plesov ostalih jugoslovanskih republik.

Ob slovenski osamosvojitvi se je skupina preimenovala v FS Ozara Kranj, ob 50. obletnici delovanja pa je prejela naziv Akademska folklorna skupina Ozara Kranj.

## Ozara danes
Danes Kulturno društvo AFS Ozara Kranj, katerega predsednik je Miha Kozjek, združuje prek 80 članov – plesalcev, pevcev in godcev – ki so razdeljeni v več sekcij. Plesalci začenjajo svojo plesno pot v mladinski skupini, ki jo vodijo mladi mentorji Manca Rozman, Sara Peteh in Gašper Aljančič, kasneje pa se pridružijo vodilni skupini pod vodstvom Barbare Rozman in Domna Pipana. Alpski godčevski sestav uspešno vodi Adrijan Novak, ki je tudi umetniški vodja pevcev ljudskih pesmi, Kranjskih furmanov. Poleg moške zasedbe prepeva tudi skupina pevk ljudskih pesmi, Bodeče neže, za katere je odgovorna Mateja Urbiha.

Plesne koreografije, ki so delo naših trenutnih in bivših mentorjev (tu izstopa dolgoletni mentorski par Anita Peteh in Brane Šmid, ki je tudi umetniški vodja skupine), pokrivajo skoraj vse slovenske pokrajine: Gorenjsko, Koroško, Dolenjsko, Belo Krajino, Kostel, Štajersko, Prekmurje in Rezijo.

Za kostumsko podobo plesalcev skrbi članica društva Jožica Šmid, ki je tudi sešila večino ljudskih kostumov v Ozarini garderobi. 

S svojim plesom in pesmijo člani AFS Ozara Kranj bogatijo utrip lokalne skupnosti in Mestne občine Kranj, predstavljajo pa se širom po Sloveniji, tudi z večkratnimi nastopi na državnih srečanjih odraslih folklornih skupin. V več kot šestdesetih letih delovanja je skupina gostovala v mnogih evropskih državah od Portugalske (Azorski otoki), Litve, Ukrajine, Rusije, Srbije, Avstrije, Cipra, Bolgarije, Grčije, Madžarske pa tudi v Mehiki in Braziliji.

## Nagrade
…  – Maroltova listina

2007 – na tekmovalnem festivalu v Litvi drugo mesto v kategoriji koreografskih plesov, prvo mesto v kategoriji izvirnih ljudskih plesov in nagrada grand prix za najboljšo skupino na festivalu

2012 – Prešernova plaketa MO Kranj za 60-letno uspešno delovanje